# Heshnīz
Heshnīz (persiska: هشنيز) är en ort i Iran.   Den ligger i provinsen Hormozgan, i den södra delen av landet, 1 000 km söder om huvudstaden Teheran. Heshnīz ligger 202 meter över havet och antalet invånare är 670.
Terrängen runt Heshnīz är huvudsakligen kuperad, men söderut är den bergig. Heshnīz ligger nere i en dal. Runt Heshnīz är det glesbefolkat, med 11 invånare per kvadratkilometer. Närmaste större samhälle är Eshkanān, 18,2 km norr om Heshnīz. Trakten runt Heshnīz är ofruktbar med lite eller ingen växtlighet.